# Юго-Западная Русь

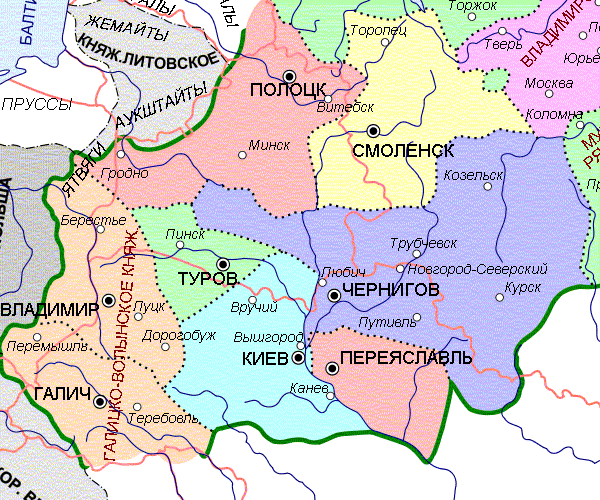
Юго-западные русские княжества на момент монгольского нашествия 1237—1240 годов

Юго-Западная Русь — исторический регион, к которому относят Киевскую землю, Подолье, Волынь, Галицию, Буковину и Закарпатье.
На территории Юго-Западной Руси находились некоторые древнейшие очаги восточнославянской государственности. Узкое значение термина «русская земля», встречавшееся в летописях в XII—XIII веках наряду с широким значением, ограничивалось именно княжествами Среднего Поднепровья, иногда исключительно Киевским княжеством. Юго-Западная Русь часто рассматривается как отдельная единица в контексте второго этапа Батыева нашествия в 1239—1240 годах, последовавшего за походами в Северо-Восточную Русь в 1237—1238 годах. Историк Василий Ключевский противопоставляет Юго-Западную Русь Северо-Восточной, отмечая первую как источник миграционных процессов домонгольского времени, её разорение степными кочевниками, снижение политического значения, а также последующую судьбу под властью Литвы и Польши, отличную от судьбы северо-восточных русских земель. Небольшие части Юго-Западной Руси попали в сферу влияния Венгрии (Закарпатье) и Молдавского княжества (Буковина).
В более широком контексте, Юго-Западная Русь является частью Западной Руси, к которой относят все земли Руси, не входившие в состав Русского государства. У некоторых авторов встречается также использование понятия Юго-Западная Русь в более узком смысле, применительно только к Галицко-Волынскому княжеству. Земли среднего Поднепровья при таком словоупотреблении зовутся, как правило, Южной Русью.